# Salamonia
Salamonia é uma cidade  localizada no estado americano de Indiana, no Condado de Jay.

## Demografia
Segundo o censo americano de 2000, a sua população era de 158 habitantes.
Em 2006, foi estimada uma população de 152, um decréscimo de 6 (-3.8%).

## Geografia
De acordo com o United States Census Bureau tem uma área de
1,0 km², dos quais 1,0 km² cobertos por terra e 0,0 km² cobertos por água.

## Localidades na vizinhança
O diagrama seguinte representa as localidades num raio de 20 km ao redor de Salamonia.